# Функции Скорера

Графики функций Gi и Hi

Функции Скорера (присоединённые функции Эйри) — специальные функции, введённые Р. Скорером в 1950 году. Через них можно представить частные решения неоднородного дифференциального уравнения Эйри:
{\displaystyle w''-zw={\frac {1}{\pi }}}
Частными решениями этого уравнения являются функции: {\displaystyle -\mathrm {Gi} (z)}, {\displaystyle \mathrm {Hi} (z)} и {\displaystyle \mathrm {Hi} (ze^{\mp {\frac {2\pi i}{3}}})e^{\mp {\frac {2\pi i}{3}}}}.

## Интегральное выражение
Функции Скорера можно представить через неберущиеся интегралы:
{\displaystyle {\begin{aligned}\mathrm {Gi} (z)&{}=-{\frac {1}{\pi }}\int _{0}^{\infty }\exp \left(-{\frac {t^{3}}{3}}-{\frac {zt}{2}}\right)\cos \left({\frac {\sqrt {3}}{2}}zt+{\frac {2\pi }{3}}\right)\,dt,\\\mathrm {Hi} (z)&{}={\frac {1}{\pi }}\int _{0}^{\infty }\exp \left(-{\frac {t^{3}}{3}}+zt\right)\,dt.\end{aligned}}}
Для действительного аргумента:
{\displaystyle {\begin{aligned}\mathrm {Gi} (x)&{}={\frac {1}{\pi }}\int _{0}^{\infty }\sin \left({\frac {t^{3}}{3}}+xt\right)\,dt,\\\mathrm {Hi} (x)&{}={\frac {1}{\pi }}\int _{0}^{\infty }\exp \left(-{\frac {t^{3}}{3}}+xt\right)\,dt.\end{aligned}}}

## Связь с функциями Эйри
Также функции Скорера могут быть выражены через функции Эйри:
{\displaystyle {\begin{aligned}\mathrm {Gi} (z)&{}=\mathrm {Bi} (z)\int _{z}^{\infty }\mathrm {Ai} (t)\,dt+\mathrm {Ai} (z)\int _{0}^{z}\mathrm {Bi} (t)\,dt,\\\mathrm {Hi} (z)&{}=\mathrm {Bi} (z)\int _{-\infty }^{z}\mathrm {Ai} (t)\,dt-\mathrm {Ai} (z)\int _{-\infty }^{z}\mathrm {Bi} (t)\,dt.\end{aligned}}}
Откуда, очевидно:
{\displaystyle \mathrm {Gi} (z)+\mathrm {Hi} (z)=\mathrm {Bi} (z).}

## Разложение в ряд
Разложения функций Скорера в ряд Маклорена имеют следующий вид:
{\displaystyle {\begin{aligned}\mathrm {Gi} (z)&{}={\frac {3^{-{\frac {2}{3}}}}{\pi }}\sum _{k=0}^{\infty }{\cos \left({\frac {2k-1}{3}}\pi \right)\Gamma \left({\frac {k+1}{3}}\right){\frac {3^{\frac {k}{3}}z^{k}}{k!}}},\\\mathrm {Hi} (z)&{}={\frac {3^{-{\frac {2}{3}}}}{\pi }}\sum _{k=0}^{\infty }{\Gamma \left({\frac {k+1}{3}}\right){\frac {3^{\frac {k}{3}}z^{k}}{k!}}}.\end{aligned}}}